# Andrzej Półtawski
Andrzej Półtawski (ur. 22 lutego 1923 w Warszawie, zm. 29 października 2020 w Krakowie) – polski działacz podziemia niepodległościowego w czasie II wojny światowej, członek Armii Krajowej (AK), uczestnik powstania warszawskiego, filozof, etyk, antropolog, prof. dr hab., specjalista w zakresie antropologii filozoficznej, fenomenologii, filozofii chrześcijańskiej, personalizmu i teorii poznania.

## Życiorys
Absolwent III Miejskiego Gimnazjum i Liceum Męskiego w Warszawie. W czasie okupacji niemieckiej działacz AK. Uczestnik powstania warszawskiego w stopniu podchorążego w ramach Zgrupowania „Żaglowiec” II Obwodu „Żywiciel” (Żoliborz) Warszawskiego Okręgu Armii Krajowej. Następnie osadzony w stalagu XI A (Altengrabow) i Groß Lübars koło Magdeburga.
Ukończył studia filozoficzne pod kierunkiem prof. Romana Ingardena na krakowskim Uniwersytecie Jagiellońskim w 1950 r., broniąc pracę magisterską, a następnie uzyskując tytuł doktora na podstawie rozprawy Rzeczy i dane zmysłowe. Świat i spostrzeżenie u G. E. Moore’a i w 1972 r. habilitację na podstawie pracy Świat, spostrzeżenie, świadomość. Był pracownikiem naukowym Uniwersytetu Jagiellońskiego w latach 1957–1970, a następnie w latach 1973–1993 na Wydziale Filozofii Chrześcijańskiej Akademii Teologii Katolickiej (ATK) w Warszawie. Był kierownikiem Katedry Teorii Poznania ATK.
Był laureatem Nagrody im. Księdza Idziego Radziszewskiego za rok 2015 przyznawaną przez Towarzystwo Naukowe KUL oraz Wielkiej Nagrody Honorowej im. Witolda Hulewicza (pośmiertnie).
Zmarł w wieku 97 lat. 4 listopada 2020 roku odbyła się msza pogrzebowa w bazylice Mariackiej, której przewodniczył kard. Stanisław Dziwisz, po czym został pochowany na Cmentarzu Salwatorskim w Krakowie. W 2020 został pośmiertnie odznaczony przez prezydenta RP Andrzeja Dudę Krzyżem Komandorskim Orderu Odrodzenia Polski.

## Życie prywatne
Syn typografa i grafika Adama Półtawskiego. Mąż Wandy Półtawskiej (ur. 1921, zm. 2023), bliskiej przyjaciółki Jana Pawła II.